# Zehra Topel
Zehra Topel (Xumen, Bulgària, 13 d'abril de 1987) és una escaquista turca, que té el títol de Mestre Internacional Femení des de 2007.
Tot i que roman inactiva des del gener de 2019, a la llista d'Elo de la FIDE del desembre de 2021, hi tenia un Elo de 2146 punts, cosa que en feia la jugadora número 5 (femenina) de Turquia (i la número 185 absoluta del país). El seu màxim Elo va ser de 2256 punts, a la llista d'octubre de 2006.

## Resultats destacats en competició
El 2007 fou campiona femenina de Turquia.

### Participació en olimpíades d'escacs
Topel ha participat, representant Turquia, en quatre Olimpíades d'escacs entre els anys 2004 i 2014 (un cop com a 1r tauler), amb un resultat de (+19 =12 –12), per un 58,1% de la puntuació. El seu millor resultat el va fer a l'Olimpíada del 2014 en puntuar 8 de 10 (+7 =2 -1), amb el 80,0% de la puntuació, amb una performance de 2290.